# День коронации (Таиланд)
День коронации (тайск. วันฉัตรมงคล) или Ван Чатра Монгкхон — государственный праздник в Таиланде, посвященный чествованию дня коронации короля Таиланда Его Величества Маха Вачиралонгкона (Рама Х) в 2019 году. Празднуется ежегодно 4 мая. Является выходным днем.

## История
В прошлом монархи Таиланда данный праздник не отмечали. В середине XIX века король Монгкут (Рама IV) заметив важность дня коронации в других странах, издал королевской объявление о проведении официальной церемонии для своего Дня коронации. Таким образом впервые праздник был отмечен в 1851 году 6 апреля. В дальнейшем традиция сохранилась, и во время правления короля Пхумипона Адульядета (Рама IX) праздник ежегодно отмечался 5 мая.
21 апреля 2017, в связи со смертью короля Рамы IX, данный праздник был отменён указом премьер-министра Прают Чан-Оча и было введено два новых праздника: 28 июля День рождения короля Маха Вачиралонгкона (Рама X) и 13 октября День памяти короля Пхумипона Адульядета (Рама IX).
В 2019 году, король Рама X провёл свою коронацию 4 мая и данный праздник был восстановлен.

## Проведения праздника
Формально праздник начинается 2 мая с проведения буддийской церемонии в тронном зале Амарин Винитчай в  Большом королевском дворце в Бангкоке. В этот день читаются тексты посвященные династии Чакри, различные молитвы и проводятся обряды.
3 мая главный буддийский Патриарх Таиланда официально провозглашает праздник, после чего монахи опять совершают специальные буддийские церемонии.
Главная церемония проходит 4 мая. Для монахов, которые два дня проводили буддийские церемонии, король раздает подношения и устраивается праздничный обед. Король появляется одетым при всех своих регалиях и отдает почести главным тайским святыням. В полдень артиллерия устраивает оружейный салют из 21 выстрела. Позже организовывается приём, где король раздает награды наиболее видным поданным королевства за заслуги в разных сферах деятельности. По всей стране в муниципальных учреждениях также проходят торжественные мероприятия и награждения.